# Videogiochi negli anni sessanta

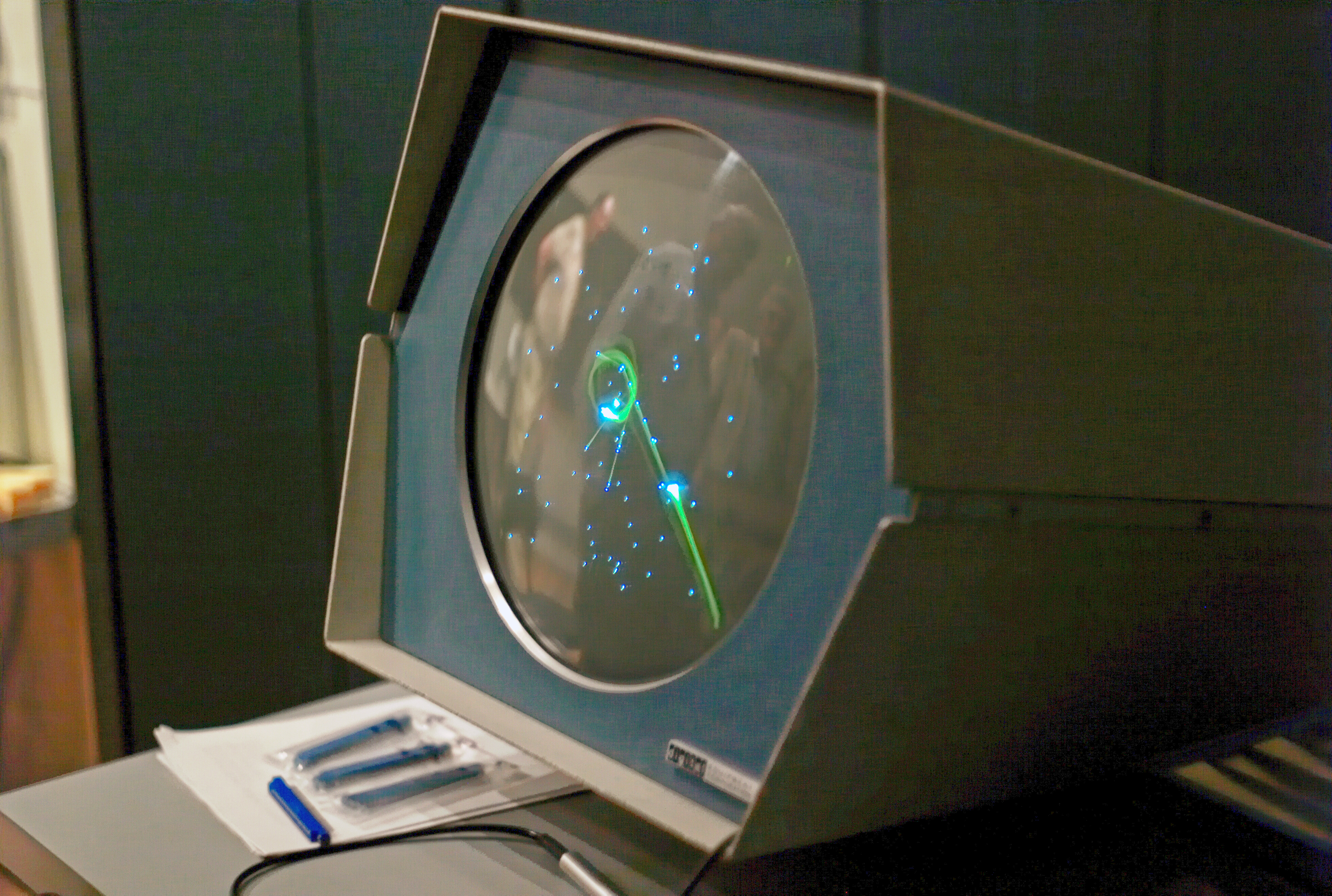
Spacewar!

Eventi rilevanti avvenuti nell'industria dei videogiochi durante gli anni sessanta del XX secolo.

## Eventi
- 1962: presso il Massachusetts Institute of Technology viene sviluppato Spacewar! per il computer PDP-1[1]
- 1967: i futuri creatori della Magnavox Odyssey sviluppano il prototipo Bucket Filling Game
- 1968: viene sviluppato il gestionale testuale Hamurabi su minicomputer PDP-8
- 1969: Ken Thompson sviluppa Space Travel[2] per il sistema Multics
- 21 marzo 1969: fondazione della Konami